# Joseph Léopold Sigisbert Hugo
Joseph Léopold Sigisbert Hugo (Nancy, 15 novembre 1773 – Parigi, 29 gennaio 1828) è stato un generale e scrittore francese.
I suoi genitori erano Jospeh Hugo, ufficiale dell'esercito reale francese, e Jeanne-Marguerite Michaud.
Padre dei famosi Victor Hugo, Abel Hugo ed Eugène Hugo avuti dalla moglie Sophie Trébuchet. Scrisse memoriali militari ed un solo romanzo "Aventure tyrolienne". Fu di stanza in Corsica, in Italia e in Spagna, a Madrid. Nel 1811 fu nominato governatore di Avila e Segovia. Con la Restaurazione la sua carriera finì.